# Tom Jones
Tom Jones, eg. Thomas John Woodward, född 7 juni 1940 i Treforest nära Pontypridd i Mid Glamorgan i Wales, är en brittisk (walesisk) sångare; adlad den 29 mars 2006. Jones är även känd som "Tjuren från Wales".

## Biografi
Som son till en gruvarbetare fick Tom Jones fart på artistkarriären i mitten av 1960-talet och han har sedan dess haft mängder av hits. Han har prövat på många olika musikstilar genom åren, country, rock, pop och på senare år även klubbanpassad disco, och alltid varit mer eller mindre populär. 
Tom Jones har också byggt upp en stark sexuell image; när han framträdde i sina mycket populära shower i Las Vegas på 1970-talet (som även visades på svensk TV) trängdes ofta kvinnor runt om scenen dit många slängde upp sina trosor. Under den perioden blev han även vän med Elvis Presley, enligt hans egen utsago duetterade de ofta gospellåtar tillsammans.
Trots den publika imagen som kvinnokarl och otaliga otrohetsaffärer, var ”Tjuren från Wales” gift med samma kvinna, sin ungdomskärlek Melinda "Linda" Trenchard, ända från 1957 fram till hennes död 2016. Paret gifte sig en månad innan deras enda barn, en son, föddes. Jones har även en son, född 1988,  med modellen Katherine Berkery. Jones förnekade till en början faderskapet, men 2008 medgav han att han var far till barnet. Han har dock inte visat något intresse av att träffa sonen.
Tom Jones slog igenom 1965 med låten "It's Not Unusual". Sedan följde hits som "Thunderball", (ledmotivet till bondfilmen Åskbollen), "What's New, Pussycat" (ledmotivet från Woody Allen-filmen med samma namn), "Green Green Grass of Home", "Delilah", "Help Yourself", "Love Me Tonight", och "She's A Lady". Under slutet av 1970-talet och 1980-talets början blev det en kommersiell nedgång för Jones vilken höll i sig fram till 1987 då han gick upp på plats #2 på singellistan i Storbritannien med "A Boy from Nowhere". 1988 hade han även framgång med en inspelning av Prince-låten "Kiss". I slutet på 1990-talet hade han stor framgång med låten "Sex Bomb". Samtidigt hade han en hitsingel med en coverversion av Talking Heads-låten "Burning Down the House" tillsammans med The Cardigans. Han har gjort många covers och tolkat många Beatleslåtar.
Tom Jones hade en filmroll (han spelade sig själv) i Mars Attacks! från 1996.

## Diskografi (urval)

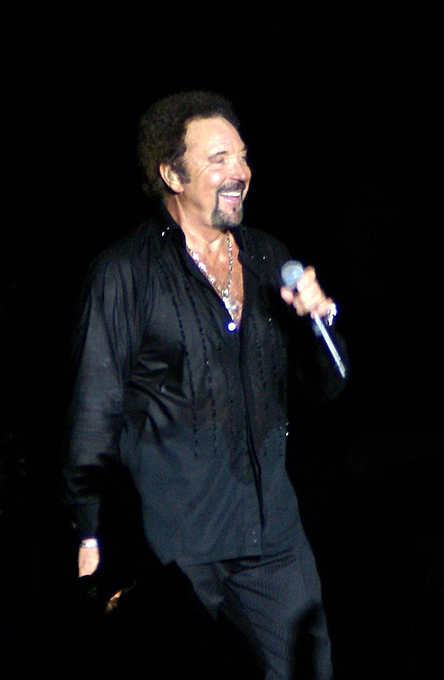
Tom Jones 2007.

### Studioalbum
- What's New, Pussycat (1965)
- Tom Jones Live! At the Talk of the Town (1967)
- This Is Tom Jones (1969)
- Tom Jones Live in Las Vegas (1969)
- I (Who Have Nothing) (1970)
- Tom (1970)
- Sings She's A Lady (1971)
- Close Up (1972)
- At This Moment (1989)
- Reload (1999)
- Mr. Jones (2002)
- 24 Hours (2008)
- Praise & Blame (2010)
- Spirit in the Room (2012)
- Long Lost Suitcase (2015)

### Livealbum
- Tom Jones Live! At the Talk of the Town (1967)
- Tom Jones Live in Las Vegas (1969)
- Tom Jones Live at Caesars Palace (1971)